# Nogometni Klub Zagorje
Il Nogometni Klub Zagorje è una società calcistica slovena con sede nella città di Zagorje ob Savi.
Fondato nel 1923, il club nel 2013 milita nella 3. Slovenska Nogometna Liga.
In passato ha giocato nella massima serie slovena.

## Storia
Il club fu fondato il 18 giugno 1923 con la denominazione di Nogometni klub Jupiter da comunisti membri del Sindacato dei minatori. Il club, dopo appena un anno di attività, fu sciolto il 25 luglio 1924 dalle autorità per attività sovversiva (fu accusato di promuovere il comunismo). Intorno al 1924/1925 fu fondata una nuova società cittadina, lo Športni klub Prosveta, che tuttavia non aderì mai alla Ljubljanska nogometna podzveza. I colori sociali di questo nuovo club erano il bianco e il blu. Nel 1930 cambiò denominazione in Športni klub Zagorje. Nel 1937/1938 il club cessò ogni attività che fu ripresa durante l'occupazione tedesca nel corso della seconda guerra mondiale. Nell'immediato dopoguerra il club fu rifondato con la denominazione di Fizkulturno društvo Zagorje e l'anno successivo cambiò denominazione in Športno društvo Proletarec. Da allora il club cambiò la denominazione più volte. Anche i colori sociali cambiarono diventando gli odierni rosso e bianco.
Il club ha militato nel massimo campionato sloveno per tre stagioni (1991-1992, 1992-1993 e 2004-2005).

## Stadio
Il club gioca le gare casalinghe allo stadio Zagorje City Stadium, che ha una capacità di 2100 posti a sedere.

## Gemellaggi e rivalità
Lo Nk Zagorje ha una grossa rivalità con il Nogometni Klub Rudar Trbovlje.

## Palmarès

### Altri piazzamenti
- Druga slovenska nogometna liga:

Terzo posto: 1994-1995, 2003-2004